# Починківське сільське поселення
Почи́нківське сільське поселення (рос. Починковское сельское поселение) — муніципальне утворення у складі Великоберезниківського району Мордовії, Росія. Адміністративний центр — село Починки.

## Історія
Станом на 2002 рік існували Єлизаветинська сільська рада (села Єлизаветинка, Петровка) та Починківська сільська рада (село Починки).
24 квітня 2019 року було ліквідовано Єлизаветинське сільське поселення, його територія увійшла до складу Починківського сільського поселення.

## Населення
Населення — 550 осіб (2019, 656 у 2010, 731 у 2002).

## Склад
До складу поселення входять такі населені пункти:
| Населений пункт    | Населення, осіб (2002) | Населення, осіб (2010) |
| ------------------ | ---------------------- | ---------------------- |
| Єлизаветинка, село | 314                    | 272                    |
| Петровка, село     | 57                     | 45                     |
| Починки, село      | 360                    | 339                    |